# Parasphaerasclera
Parasphaerasclera McFadden & van Ofwegen, 2013 è un genere di octocoralli dell'ordine Alcyonacea la cui collocazione tassonomica non è del tutto definita. È l'unico genere della famiglia Parasphaerascleridae.

## Descrizione
Il nome del genere Parasphaerasclera deriva dalle parole della lingua greca para- (prefisso indicante vicinanza, similitudine)), sphaera (forma sferica) sclero-(prefisso indicante durezza, indurimento), e quindi simile a Sphaerasclera con la quale condivide alcuni aspetti morfologici.
Questa specie è caratterizzata una forma di crescita digitiforme o lobata, di solito con un gambo sterile. Polipi monomorfi. Mancano calici permanenti, sebbene i polipi retratti possano rimanere visibili come piccoli tumuli sulla superficie del poliparium. Sclerite antocodiale assente. Le scleriti della superficie e dell'interno della colonia si irradiano prevalentemente in sferoidi tubercolati, occasionalmente aste e croci. Prive di zooxantelle.

## Tassonomia
Una analisi filogenetica molecolare condotta nel 2013 su alcune specie dei generi Eleutherobia e Alcyonium ha messo in evidenza l'eterogeneità di questi due taxa e alcune sovrapposizioni tra di loro. In particolare un sottogruppo delle specie all'interno di Eleuterobia ha in comune una completa mancanza di scleriti nei polipi e il fatto che gli scleriti nella superficie e nell'interno della colonia sono prevalentemente piccoli radiati e sferoidi. Questo ha portato ad alcuni spostamenti di specie all'interno dei generi suddetti, alla definizione di un nuovo genere di Alcyoniidae,  Sphaerasclera, ed alla definizione di una nuova famiglia Parasphaerascleridae e relativo genere, Parasphaerasclera, per ospitare specie con polipi monomorfi che mancano di scleriti e hanno prevalentemente sviluppo radiale e sferoide nella superficie e nell'interno della colonia.
A seguito dei risultati dello studio suddetto, successivamente sono avvenuti ulteriori spostamenti e nuove definizioni, pertanto il genere risulta attualmente composto dalle seguenti specie:
- Parasphaerasclera albiflora (Utinomi, 1957)
- Parasphaerasclera aurea (Benayahu & Schleyer, 1995)
- Parasphaerasclera kimberleyensis Bryce, Poliseno, Alderslade & Vargas, 2015
- Parasphaerasclera grayi (Thomson & Dean, 1931)
- Parasphaerasclera morifera (Tixier-Durivault, 1954)
- Parasphaerasclera nezdoliyi (Dautova & Savinkin, 2009)
- Parasphaerasclera rotifera (Dautova & Savinkin, 2009)
- Parasphaerasclera valdiviae (Kukenthal, 1906)
- Parasphaerasclera zanahoria (Williams, 2000)